# Llista de races autòctones de les Illes Balears
Aquesta és la llista dels animals de les Illes Balears que popularment, tradicionalment, i científicament, són considerats genuïns i no són criats enlloc més que a les Illes Balears i que mantenen unes característiques fenotípiques i genotípiques constants.

## Cavalls

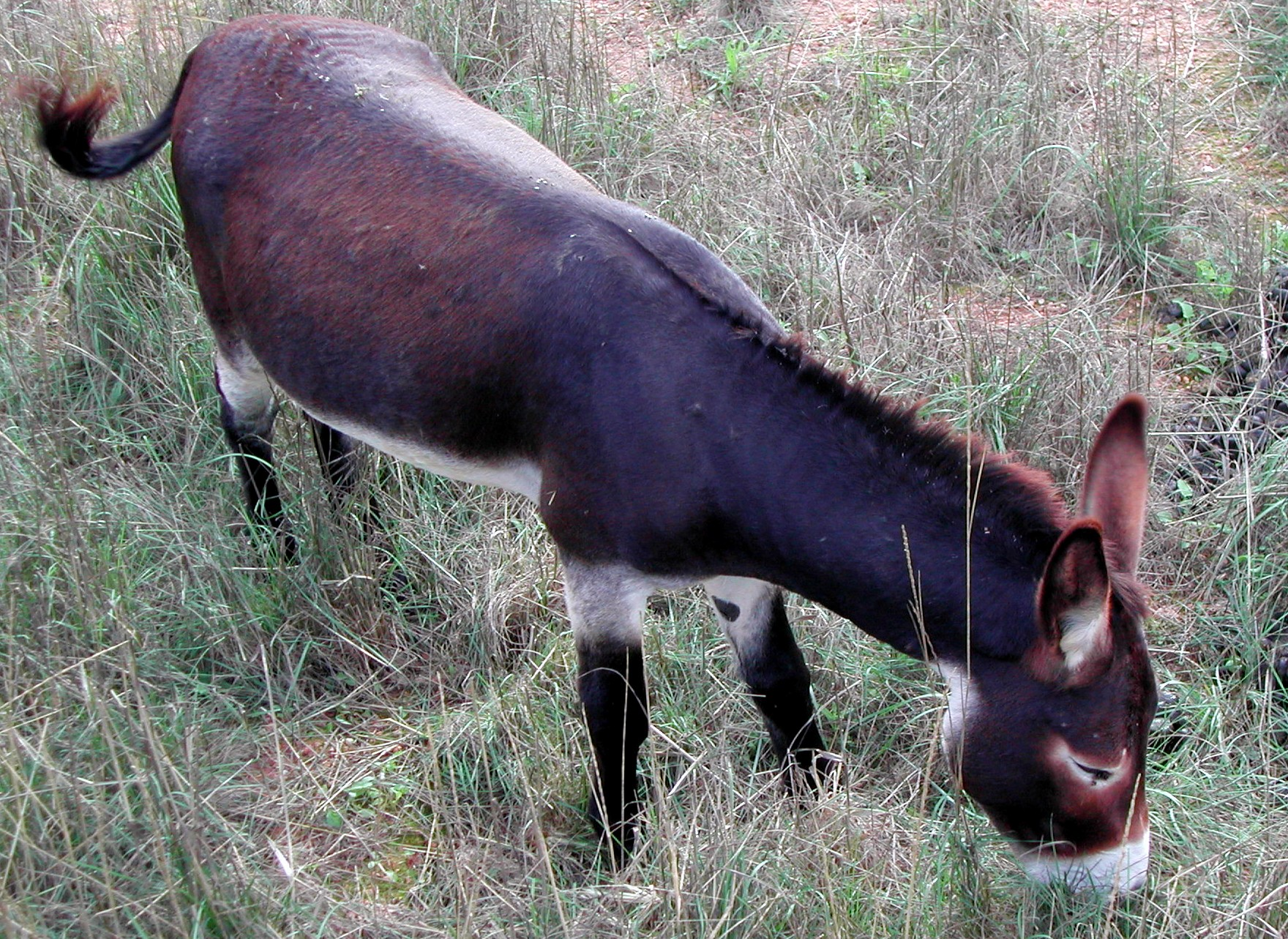
L'ase mallorquí.

- Cavall mallorquí
- Cavall menorquí

## Ases
- Ase mallorquí

## Vaques
- Vaca mallorquina
- Vaca menorquina

## Porcs
- Porc negre

## Cabres
- Cabra mallorquina
- Cabra pitiüsa

## Ovelles
- Ovella blanca mallorquina
- Ovella roja mallorquina
- Ovella d'Artà (extinta)
- Ovella menorquina
- Ovella eivissenca

## Cans

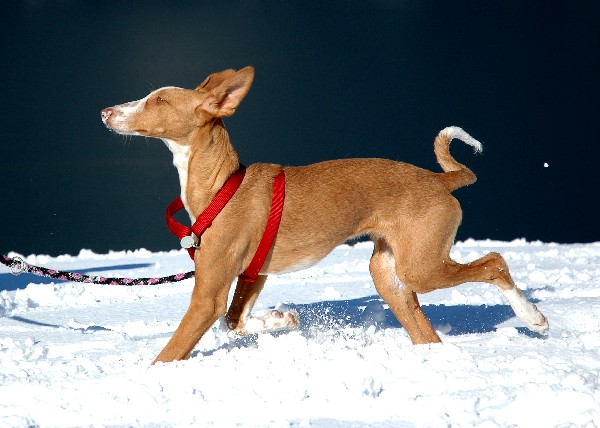
Ca eivissenc.

- Ca de bou
- Ca de bestiar
- Ca mè
- Ca rater
- Ca eivissenc
- Ca de conills

## Conills
- Conill pagès d'Eivissa

## Coloms
- Colom de Casta Grossa
- Colom d'escampadissa
- Colom de pinta
- Colom borino
- Colom gavatxut mallorquí
- Colom nas de xot

## Gallines
- Gallina mallorquina
- Gallina menorquina
- Gallina eivissenca

## Indiots
- Indiot mallorquí
- Gall dindi de Menorca

## Ànneres
- Ànnera mallorquina